# Aurikel
Aurikel (Primula auricula), även vildaurikel, är en art inom vivesläktet. Namnet auricula betyder litet öra och syftar på att bladen liknar små björnöron. Bladen sitter i rosett och är tjocka, kala och tandade med brett skaft. Stjälken är bladlös och bär en liten flock blommor. Blommorna har smal kronpip med ett stort utbrett kronbräm. Den vilda arten är ljusgul men det finns odlade sorter med andra färger.
Som trädgårdsväxt trivs den bäst i sol eller halvskugga i stenpartier och rabatter. Härdig vårblommare med tvåfärgade, sammetslika blommor i klasar. Höjd cirka 15 cm.

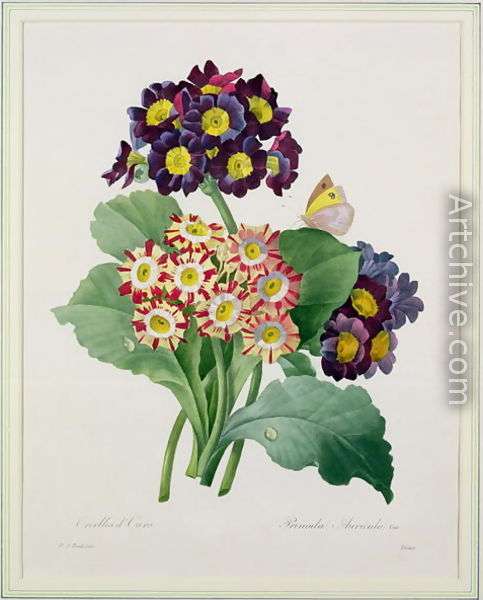
Odlade aurikler i flera färger.